# Mais que um jogo, mais que a vida
Mais do que um jogo, mais do que uma vida é um documentário realizado pelo jornalista esportivo montenegrino Milutin Grgur. O filme foi exibido com exclusividade no canal Sport Klub 1 nos dias 10, 12 e 17 de janeiro de 2023.
Mais do que um jogo, mais do que uma vida teve sua estreia em Montenegro e posteriormente foi exibido em cidades como Split, Belgrado e Sarajevo. O documentário aborda a amizade entre dois ex-jogadores de futebol em meio aos conflitos dos anos 1990 na antiga Iugoslávia e discute o papel cultural do futebol iugoslavo no contexto histórico da região.
A equipe do filme inclui a coautora Silvija Glavić Grgur, os cinegrafistas Darko e Dejan Vlahović, e o editor e diretor Srđan Nikolić. A produção foi realizada com o apoio do canal Sport Klub, de colaboradores próximos ao projetot. 

## Ação
O documentário gira em torno de dois gigantes do futebol que se conheceram ainda meninos em Split e que mantiveram sua amizade durante os turbulentos conflitos civis iugoslavos da década de 1990. A jornada de Robert Vukman e Ljubiša Mašković se centra em um livro único, salvo graças à força da amizade entre eles, que eles conseguem devolver aos seus legítimos donos.
O filme destaca não apenas histórias pessoais de resiliência e amizade, mas também o pano de fundo do futebol iugoslavo, especialmente a rivalidade entre o Estrela Vermelha e o Hajduk. Jornalistas esportivos renomados, como Zdravko Reić, Edo Peci e Milojko Pantić, contribuem com suas perspectivas para a narrativa.

## Prêmios
- 2023 . Em 2018, este documentário foi nomeado o melhor média-metragem no primeiro festival internacional de filmes esportivos BSAFF, realizado em Budva.

## Sobre o autor
Milutin Grgur é um renomado jornalista esportivo montenegrino, comentarista de rádio e televisão, conhecido por cobrir todos os aspectos do esporte — desde o futebol nacional e a seleção até a Copa do Mundo e os Jogos Olímpicos. Iniciou sua carreira jornalística ainda no ensino médio, como apresentador na Rádio Juvenil. É também fundador do Programa Juvenil da Rádio Nikšić. Desde 1994, é membro da equipe editorial da Televisão de Montenegro. 
Mais do que um jogo, mais do que uma vida é o quarto documentário de Milutin Grgur, após Pais e filhos – participantes dos Jogos Olímpicos e Uma (One), produzido para o Comitê Olímpico Internacional e o canal Eurosport, sobre a seleção montenegrina de handebol que conquistou a medalha de prata nos Jogos Olímpicos de Londres. Outro de seus trabalhos, Velas através dos séculos, recebeu o prêmio especial do júri no Festival Internacional de Filmes de Turismo na Croácia, entre 188 filmes de 143 países. 